# Phycella scarlatina
Phycella scarlatina es una especie de planta bulbosa perteneciente a la familia de las amarilidáceas. Es originaria de Chile en la Región de Coquimbo.

## Descripción
Es una planta bulbosa perennifolia con flores que tienen seis pétalos de color rojo y que alcanza un tamaño de 30 cm.

## Taxonomía
Phycella scarlatina fue descrita por el botánico Chileno, Pierfelice Ravenna y publicado en Plant Life 37: 69, en el año 1981.